# Spruitstuk

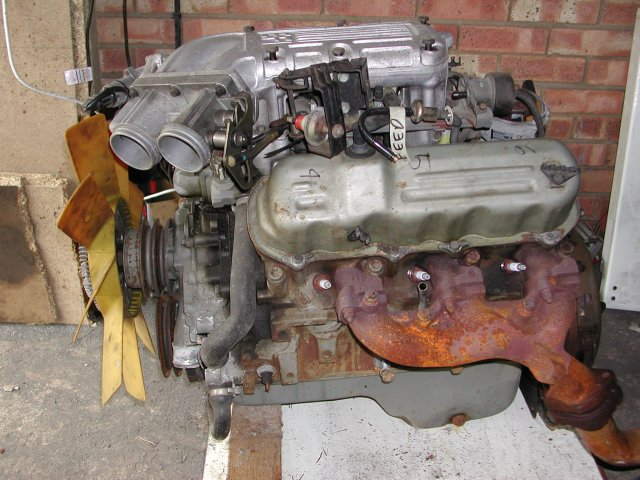
Op deze afbeelding van een motorblok is het inlaatspruitstuk linksboven te zien, en het uitlaatspruitstuk rechtsonder (de roestige bocht)

Een spruitstuk is een onderdeel van een verbrandingsmotor. Het spruitstuk wordt vastgemaakt aan de cilinderkop.
Een onderscheid valt te maken tussen spruitstukken voor de inlaat van brandstof in de motor en het verzamelen van de afvalgassen:
- het inlaatspruitstuk zorgt voor aanvoer van het lucht-brandstofmengsel. Doorgaans zit de carburateur, of bij een motor met brandstofinjectie de injectoren, op het inlaatspruitstuk.
- in het uitlaatspruitstuk komen de uitlaatgassen van verschillende cilinders samen en gaan vervolgens door naar de katalysator en de uitlaatpijp.
- een turbolader is aangesloten op zowel het inlaat- als uitlaatspruitstuk.